# Eupithecia joanata
Eupithecia joanata là một loài bướm đêm trong họ Geometridae.